# Statsforvalter
Le Statsforvalter, Statsforvalteren dans sa forme définie et aussi traduit par gouverneur, représente le roi et le gouvernement dans un comté norvégien. C'est aussi le nom de l'administration qui lui est rattaché. 
Jusqu'au 1er janvier 2021, l'office du Statsforvalter s'appelait Fylkesmannen, (littéralement "l'homme du comté") et a été remplacé par une formulation neutre ("gestionnaire d'État").

## Prérogatives
Le gouverneur veille à l'implémentation des décisions prises par le gouvernement et le Storting dans le comté dont il a la charge. Il contrôle aussi la légalité des décisions prises par les municipalités et le conseil comtal. 
Ses domaines de compétences touchent différents secteurs :
- Familles: séparation, divorce, adoption et droit de garde des enfants.
- Aide juridique gratuite.
- Paiement des subventions de l'État aux communautés religieuses.
- Supervision des établissements de soins et agences régionales de santé (helseforetak).
- Différentes questions d'urbanisme.
- Crèches et écoles.
- Environnement et la qualité de l'air.
- Agriculture et alimentation.
- Protection civile et la planification d'urgence.
- Tutelles.
- Visites royales.

## Sysselmester
Le gouverneur du Svalbard exerces les mêmes fonctions qu'un Statsforvalter sur l'archipel du Svalbard. En outre, il est aussi chef de police, notaire et garantit le respect du traité de Spitzberg assurant la souveraineté de la Norvège sur le Svalbard, conditionné au libre-accès garanti à toutes les autres nations. 
Le gouvernement norvégien présente le 12 mars 2021 en conseil des ministres une loi visant à renommer le Sysselmann en Sysselmester à partir du 1er juillet 2021. L'intention est identique à celle du renommage du Statsforvalter, il s'agit de remplacer un titre genré par un titre neutre.